# Mitsutoshi Tanaka
Mitsutoshi Tanaka (japanisch: 田中光敏, deutsch: Mitsutoschi Tanaka, * 24. September 1958 in Urakawa, Hokkaido) ist ein japanischer Film- und Werberegisseur. Er ist Präsident und CEO der in Osaka ansässigen Filmproduktionsfirma Creators’ Union und bekannt für preisgekrönte Spielfilme wie Godai – Das Wunderkind (2020), Kainan 1890 (2015), Sakura Saku (2014) und Rikyu Ni Tazuneyo (2013). Er wurde mit vielen Preisen ausgezeichnet, darunter mit dem Kinema Junpo Best Ten Leserpreis als Bester Japanischer Regisseur für seinen Historienfilm Godai – Das Wunderkind sowie dem Japan Academy Filmpreis für Herausragende Regie für die japanisch-türkische Koproduktion Kainan 1890.

## Karriere
Nach Abschluss seines Studiums der Visuellen Konzeptplanung an der Osaka Universität der Künste 1981 begann Tanaka seine Karriere bei Dentsu Eigasha (jetzt Dentsu Tec) und TV Man Union. 1984 gründete er in Osaka die Filmproduktionsfirma Creators’ Union und ist seitdem Präsident und CEO des Unternehmens. Seit 2022 ist er auch Dekan des Fachbereichs Visuelle Konzeptplanung der Osaka Universität der Künste, wo er seit 2014 als Professor unterrichtet. Zudem ist er seit 2017 als Gastprofessor am Zentrum für Tourismuswissenschaft der Universität Wakayama tätig.
Als Werberegisseur arbeitet er in verschiedenen Bereichen wie TV-Werbung, Promotionsfilm und Musikvideo. In dieser Funktion hat er viele Preise gewonnen, darunter den All Japan Radio & Television Commercial Confederation Award, den Japan Commercial Broadcasters Association Award sowie den Japan Industrial Film Competition Prize. Seine Arbeiten umfassen u. a. Videos zur Tourismusförderung für die Gemeinden Mihama und Awara, TV-Werbung für Honda Motor und Panasonic sowie Musikvideos für Yi-Fang Wu und The Pipettes. Für das Fernsehen hat er mehrfach Regie geführt, nicht zuletzt bei der japanisch-chinesischen Koproduktion Sangokushi no Daichi, welche 1993 auf TV Ōsaka landesweit ausgestrahlt wurde.
Sein Kinodebüt feierte er 2001 mit Kewaishi. Der Historienfilm war eine offizielle Selektion beim Shanghai International Film Festival und erhielt die Auszeichnung für das Beste Drehbuch beim Tokyo International Film Festival. Bekannt wurde er für preisgekrönte Filme wie Godai – Das Wunderkind (2020), Kainan 1890 (2015), Sakura Saku (2014), Rikyu Ni Tazuneyo (2013) und Castle under Fiery Skies (2009). Als Filmregisseur wurde er mit vielen Preisen ausgezeichnet, darunter mit dem 94. Kinema Junpo Best Ten Leserpreis als Bester Japanischer Regisseur für seinen Film Godai – Das Wunderkind, dem 39. Japan Academy Filmpreis für Herausragende Regie für Kainan 1890, dem Preis für die Beste Regie beim 1. Asia International Film Festival in Taipeh für Sakura Saku sowie dem Preis für die Beste Regie beim Osaka Cinema Festival 2014 für Rikyu Ni Tazuneyo.
Tanaka wurde 2010 zum Tourismusbotschafter seiner Heimatstadt Urakawa (Präfektur Hokkaido), 2016 zum Ehrendirektor des Türkischen Museums in Kushimoto (Präfektur Wakayama) und 2017 zum Tourismusbotschafter der Stadt Awara (Präfektur Fukui) ernannt. 2016 erhielt er den Gouverneurspreis der Präfektur Wakayama sowie den Bürgermeisterpreis der Gemeinde Kushimoto.

## Spielfilme und Filmpreise
2001: Kewaishi (化粧師)
Historienfilm basierend auf einem Manga von Shotaro Ishinomori
- Offizielle Selektion beim 5. Shanghai International Film Festival[1]
- Auszeichnung für Bestes Drehbuch beim 14. Tokyo International Film Festival[7]

2003: Shoro Nagashi (精霊流し)
Adaption des gleichnamigen autobiographischen Romans von Masashi Sada
- 21. Japanese Cinema Reconstruction and Promotion Award[1]
- 46. Blue Ribbon Award für Besten Nebendarsteller[18]

2009: Castle under Fiery Skies (火天の城, Katen no Shiro)
Historienfilm basierend auf dem gleichnamigen Roman von Kenichi Yamamoto
- 33. Japan Academy Filmpreis für Herausragende Künstlerische Leitung[19]

2013: Ask This of Rikyu (利休にたずねよ, Rikyu ni Tazuneyo)
Historienfilm basierend auf dem preisgekrönten Roman von Kenichi Yamamoto
- Auszeichnung für Beste Regie beim Osaka Cinema Festival 2014[14]
- Auszeichnung für Besten Künstlerischen Beitrag beim 37. Montréal World Film Festival[20]
- 37. Japan Academy Filmpreis für Beste Künstlerische Leitung, Herausragenden Film, Herausragenden Hauptdarsteller, Herausragende Nebendarstellerin, Herausragende Musik, Herausragende Bildgestaltung, Herausragenden Schnitt, Herausragende Tonaufzeichnung, Herausragende Beleuchtung[21]
- 30. Fumiko Yamaji Kulturpreis[22]

2014: Sakura Saku (サクラサク)
Drama basierend auf der gleichnamigen Kurzgeschichte von Masashi Sada
- Offizielle Selektion beim 38. Montréal World Film Festival[1]
- Auszeichnungen für Beste Regie, Beste Hauptdarstellerin, Beste Filmmusik beim 1. Asia International Film Festival in Taipeh[1][13]

2015: Kainan 1890 (海難１８９０)
Aufruf zum Weltfrieden, der auf zwei historischen Ereignissen basiert
- Kanadapremiere beim Toronto Japanese Film Festival 2016[23][24]
- 39. Japan Academy Filmpreis für Beste Künstlerische Leitung, Beste Tonaufzeichnung, Herausragenden Film, Herausragende Regie, Herausragenden Hauptdarsteller, Herausragendes Drehbuch, Herausragende Musik, Herausragende Bildgestaltung, Herausragenden Schnitt, Herausragende Beleuchtung[11][25]
- VFX-Japan Preis 2017 als Herausragender Realfilm[26][27]

2020: Godai – Das Wunderkind (天外者, Tengaramon)
Biographische Geschichte des einflussreichen Unternehmers der Meiji-Ära Tomoatsu Godai (gespielt von dem verstorbenen Haruma Miura)
- Offizielle Selektion beim 24. Shanghai International Film Festival[28]
- 94. Kinema Junpo Best Ten Leserpreis für Besten Japanischen Film, Besten Japanischen Regisseur[8][9]
- 34. Nikkan Sports Yujiro Ishihara Fanpreis für Besten Film, Besten Darsteller[29]
- 13. Tokyo Shimbun Filmpreis[30]